# Гиениктитерии
Гиениктитерии (лат. Hyaenictitherium) — вымерший род, относящийся к семейству Hyaenidae. Хищники гиппарионовой фауны. Ископаемые остатки Hyaenictitherium найдены в отложениях миоцена и плиоцена на территории Евразии и Африки. Примитивные гиеновые. Предположительно, питались падалью и другими животными. Могли хорошо бегать.

## Виды
По данным сайта Paleobiology Database, на март 2024 года в род включают 7 видов:
- Ictitherium ibericum Meladze, 1967
- Ictitherium intuberculatum Ozansoy, 1965
- Ictitherium kurteni Werdelin, 1988
- Ictitherium pannonicum Kretzoi, 1952
- Ictitherium sivalense Lydekker, 1877
- Ictitherium tauricum Borissiak, 1915
- Ictitherium viverrinum Roth, 1854

## История открытия
В СССР гиениктитерий впервые обнаружен в Восточном Казахстане в местечке Карабулак в 1964 году геологической экспедицией, в которой участвовал палеоботаник Г. А. Аваков. Он обратил внимание на непонятные кости, находившиеся на склоне берега ручья. Институт Палеонтологии АН СССР решил подробно изучить находку. Когда бульдозер снял верхний слой грунта, открылось целое захоронение животных самой поздней гиппарионовой фауны на территории СССР. Костеносный слой в длину превышал сто метров. Палеонтологи нашли окаменевшие кости жирафов, носорогов, примитивных предков лошадей — гиппарионов, саблезубых тигров и других животных, их современников. Среди находок был обнаружен череп гиениктитерия.
Этих животных часто называют шакалами гиппарионовой фауны, хотя это самостоятельная группа к шакалам не имеет никакого отношения. От кого произошли эти животные, точно не известно. Гиениктитерий — хищник открытых пространств, его добыча — это различные копытные: антилопы, газели и др. Скорее всего, они были падальщиками. Жили стаями и вели социальный образ существования и методов охоты.
Возможно, гиениктитерий вымер из-за конкуренции с предками волков и шакалов, которые появились значительно позже.

## Реконструкция
Изображение гиениктитерия можно увидеть на открытке из серии «Изобразительное искусство», Москва, 1989 «По страницам животного мира»